# 30-мм артиллерийская установка Mark 44

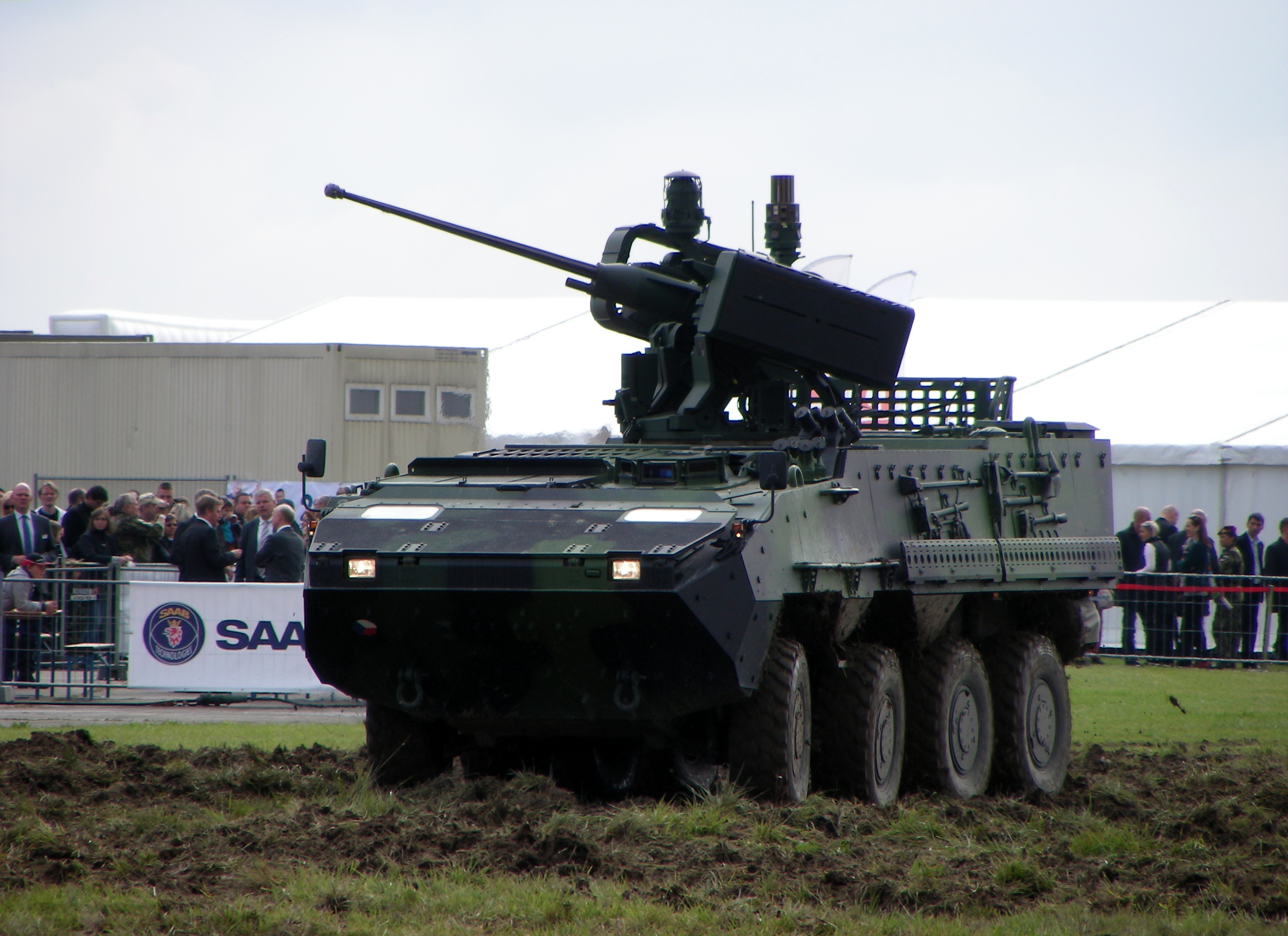
Дистанционно управляемый боевой модуль RCWS-30 чешской боевой бронированной машины Pandur II, 2013 год.

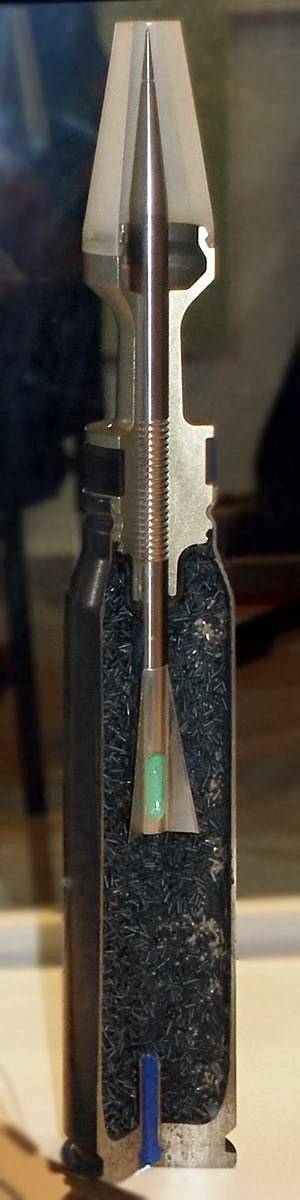
Патрон 30×173 мм типа БОПТС (APFSDS-T). Производит Mesko (Польша) по лицензии NAMMO.

30-мм артиллерийская установка Mark 44 (Mk. 44 Bushmaster II) — 30-мм автоматическая пушка, разработанная компанией Alliant Techsystems и выпускаемая Northrop Grumman Corporation. 
Ствол хромированный, для обеспечения большей живучести. 
Выстрелы стандарта НАТО 30 × 173 мм с осколочно-фугасным (HEI) и бронебойным оперённым подкалиберным трассирующим (APFSDS-T) снарядами. 
Заменой ствола и некоторых элементов патроноподающего механизма преобразуется в 40-мм пушку для стрельбы выстрелами S40 × 180 мм или SuperForty.
По требованию заказчика пушка Mk. 44 может выпускаться для стрельбы выстрелами типа 30 × 170 RARDEN.

## История
Bushmaster II является основным оружием сингапурской БМП Bionix-II AFV, польского бронетранспортёра KTO Rosomak и модификации 9030 БМП CV90 AFV норвежской, финской и шведской армий.
В США в 2007 году этой установкой предполагалось заменить пушки 25-мм GAU-12 Equalizer и 40-мм Bofors L60 на самолётах AC-130U, от этих планов отказались ввиду низкой точности артустановки. Однако впоследствии артустановкой GAU-23/A, основанной на Mk. 44 были вооружены AC-130J/MC-130J и AC-130W/MC-130W. Этой же пушкой предполагалось вооружить плавающую ББМ EFV корпуса морской пехоты. Проект аннулирован.
Пушкой Bushmaster II вооружены некоторые корабли ВМС США, включая десантные транспорты-доки типа «Сан-Антонио».
Bushmaster II используется в артиллерийской установке DS30M Mark 2, которой с 2009 года перевооружаются английские фрегаты типа 23.
Дистанционно управляемый башенноподобный боевой модуль Kongsberg МСТ-30 (Protector Medium Caliber Turre) оснащен 30-мм пушкой Northrop Grumman XM813 Bushmaster Mk 44 и спаренным с ней 7,62-мм пулемётом. Модуль использует КМП США для оснащения пушечного варианта БТР ACV, обозначенного ACV-30 (линейный вариант бронетраспортера ACV-P оснащен боевым модулем с 12,7-мм пулемётом или 40-мм гранатометом). В 2015 году Kongsberg МСТ-30 были выбраны армией США для оснащения 81 колесной бронированной машины Stryker (8х8) в варианте М1296 Stryker ICV Dragoon (ICVD) в составе дислоцированного в Европе 2-го кавалерийского полка в который была поставлена в 2017-2018 годах. Всего КМП планирует оснастить полностью произведёнными на американских предприятиях ВАЕ Systems машинами ACV шесть батальонов, сохранив на оснащении ещё четырёх батальонов модернизированные БТР AAV7A1 (392 единицы) (англ.).

## Боеприпасы
Могут использоваться все основные типы стандартных боеприпасов 30×173 мм, выпускаемых согласно стандарту НАТО корпорациями: Rheinmetall (Германия); NAMMO (Норвегия); General Dynanics Ordnance and Tactical Systems (США), а также в Польше, Чехии и др.

## Операторы
- Вооружённые силы Бельгии
- Вооружённые силы Бразилии[6]
- Вооружённые силы Чехии
- Вооружённые силы Финляндии
- Вооружённые силы Ирландии
- Вооружённые силы и ВМС Новой Зеландии
- Вооружённые силы Норвегии
- Вооружённые силы Польши
- Вооружённые силы Португалии
- Вооружённые силы Литвы
- Вооружённые силы Сингапура
- Вооружённые силы Таиланда
- Вооружённые силы Швейцарии
- ВМС Великобритании
- ВМС и корпус морской пехоты США